# (7974) Vermeesch
(7974) Vermeesch (2218 T-2) – planetoida z pasa głównego asteroid okrążająca Słońce w ciągu 3,41 lat w średniej odległości 2,27 j.a. Odkryta 29 września 1973 roku.